# Leif Pagrotsky
Leif Pagrotsky (Gotemburgo, 20 de octubre de 1951) es un político, economista y diplomático sueco. Se desempeñó como Ministro de Cultura de Suecia de 2004 a 2006 y Ministro de Comercio e Industria de Suecia de 2002 a 2004 bajo el Primer Ministro Göran Persson. Después de esto, ocupó el cargo de Cónsul General de Suecia en la Ciudad de Nueva York desde 2016 hasta 2018.

## Primeros años y educación

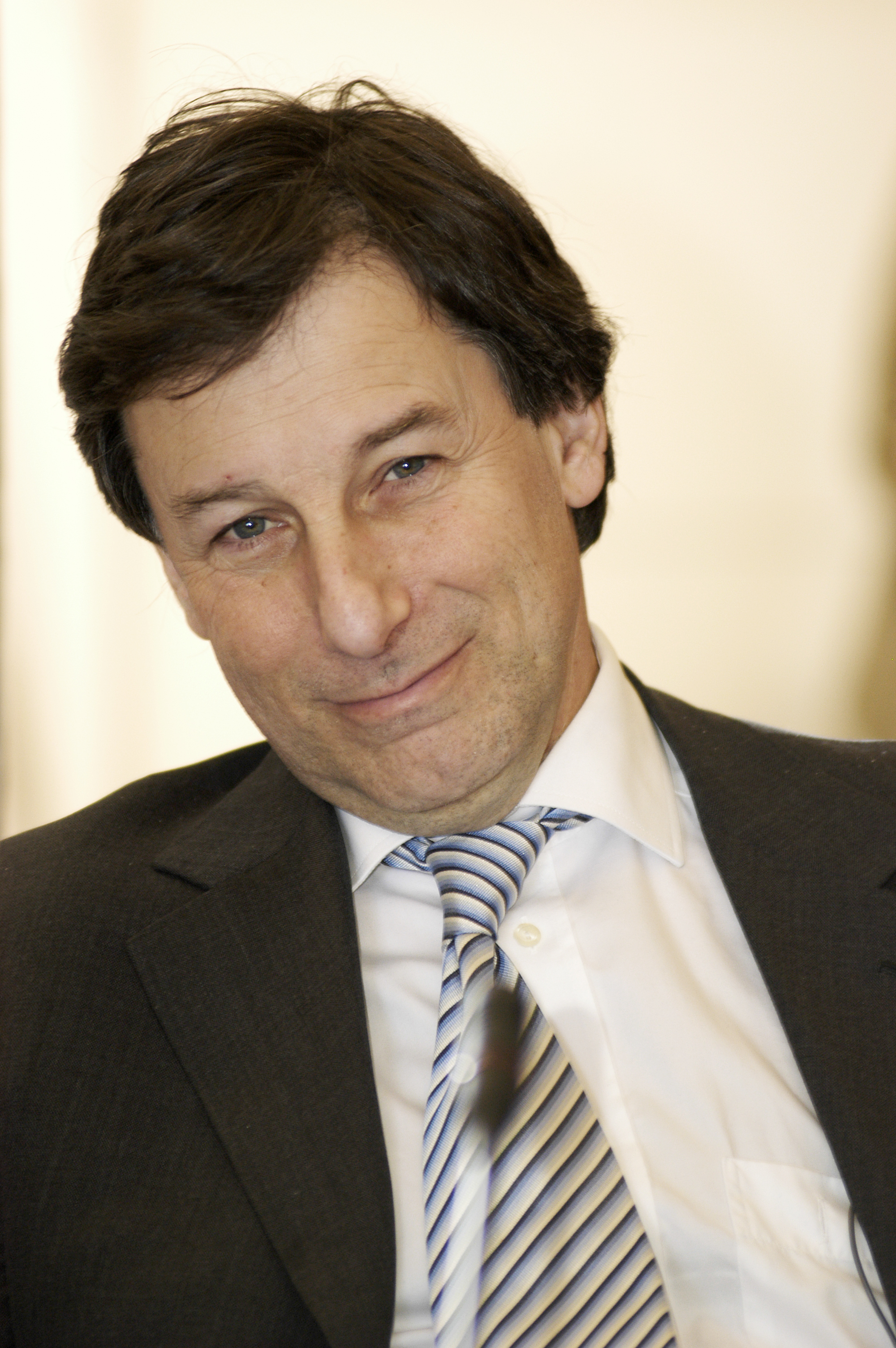
Leif Pagrotsky en 2005

Leif Pagrotsky durante 2005 cuando fue Ministro de Cultura de Suecia
Leif Pagrotsky creció en el distrito de Björkekärr en Gotemburgo. En su juventud, trabajó como estibador.
Pagrotsky se graduó de la Universidad de Gotemburgo con una Licenciatura en Artes y una Maestría en Ciencias Económicas.

## Carrera política

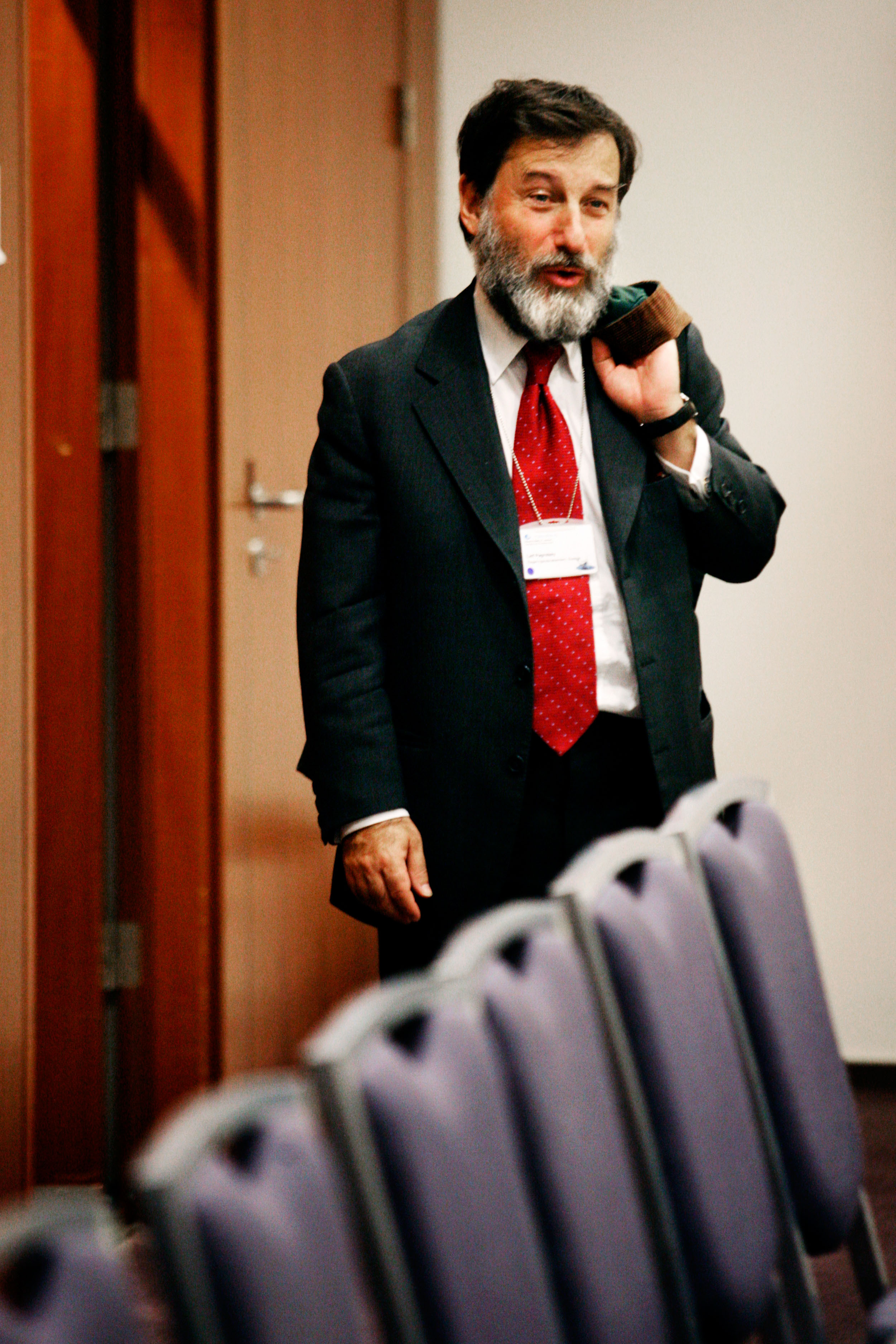
Pagrotsky como Ministro de Cultura y Educación en 2005

Anteriormente, ha ocupado cuatro cargos ministeriales a nivel de gabinete en el gobierno de Göran Persson desde 1996 hasta 2006, incluyendo Ministro de Comercio e Industria, Ministro de Empresa, Ministro de Cultura y Ministro de Educación. Representando al Partido Socialdemócrata Sueco, Leif Pagrotsky se desempeñó como miembro del Parlamento de 2006 a 2012.
Además de ser Ministro de Comercio e Industria, Empresa y Ministro de Cultura y Educación, Leif Pagrotsky ha ocupado varios puestos de alto rango en las Oficinas del Gobierno de Suecia, incluyendo Secretario de Estado para Asuntos Financieros en el Ministerio de Finanzas y Vicepresidente del Consejo del Riksbanken, el banco central de Suecia. Ha servido como Asesor Económico del Primer Ministro, así como Jefe de la División de Asuntos Financieros y Fiscales en el Ministerio de Finanzas. Antes del referéndum sobre la adhesión de Suecia a la Unión Monetaria Europea y la adopción del Euro, Pagrotsky argumentó en contra, en contraste con el Primer Ministro y la mayoría de la dirección del Partido Socialdemócrata.
Leif Pagrotsky también trabajó como economista en el Riksbanken y en la Organización para la Cooperación y el Desarrollo Económico (OCDE). Fue Presidente del Consejo Sueco de Comercio e Inversión Business Sweden, así como de Business Region Gothenburg. Su enfoque financiero ha sido el mercado interno, la globalización, la política energética y las empresas estatales.
Leif Pagrotsky ha representado a Suecia en la UE, la OCDE, la OMC, la UNCTAD, la UNESCO y la ASEM (ASEAN-UE).
Además de los cargos relacionados con las finanzas, Leif Pagrotsky ha sido un defensor de las artes. Ha sido miembro de la junta del Teatro Nacional de Noruega y de la Sociedad Sueca de Derechos de Ejecución (STIM).

## Carrera diplomática
Desde el 17 de diciembre de 2015 hasta el 1 de octubre de 2018, Pagrotsky fue Cónsul General de Suecia en la Ciudad de Nueva York. En este puesto, se centró en la promoción de Suecia en un sentido amplio, incluyendo el comercio y la inversión, los asuntos culturales y consulares. En 2018, Pagrotsky anunció su retiro permanente de la política tras una larga y satisfactoria carrera política.

## Medios
Leif Pagrotsky ha aparecido en la prensa y medios nacionales e internacionales, y también ha escrito innumerables artículos él mismo. Una de sus apariciones más reconocidas fue en The Daily Show con Jon Stewart y un segmento llamado "The Stockholm Syndrome".

## Vida personal
Pagrotsky es judío, y ha enfrentado amenazas debido a esto.